# Tsagaannuur (Khövsgöl)
Pour les articles homonymes, voir Tsagaannuur (homonymie).
Tsagaannuur (mongol (écriture cyrillique) : Цагааннуур сум) est un Sum (district) de Mongolie dans la province de Khövsgöl. En 2000, Tsagaannuur comptait 1 317 habitants.

## Économie
En 2004, il y avait 8,000 animaux d'élevage, d'entre eux, il y avait 2,400 chèvres, 2,100 mouton, 2,300 bovins and yaks, 1,100 chevaux, 6 chameaux, and 632 rennes.
Tsagaannuur a le siège de la seule entreprise commerciale de pêche mongole.